# Kleine Tulln
Kleine Tulln är ett vattendrag i Österrike.   Det ligger i förbundslandet Niederösterreich, i den nordöstra delen av landet, 28 km väster om huvudstaden Wien.
Trakten runt Kleine Tulln består till största delen av jordbruksmark. Runt Kleine Tulln är det ganska tätbefolkat, med 179 invånare per kvadratkilometer.